# Campionat del Món de Hard Enduro
El Campionat del Món de Hard Enduro (oficialment: FIM Hard Enduro World Championship), regulat per la FIM, és la màxima competició internacional de Hard Enduro, una variant de l'enduro que es caracteritza per l'extrema duresa de les proves. Instaurat el 2018 amb el nom de World Enduro Super Series (WESS), el 2021 va obtenir l'estatus de campionat del món i va adoptar el nom actual.
El "Hard Enduro" és una de les variants més difícils i brutals del motociclisme. El traçat discorre per rutes naturals sobre tota mena de superfícies (terra, sorra, fang, etc.) i està farcit d'obstacles, alguns dels quals quasi insalvables, com ara turons escarpats, roques, troncs d'arbres i trams d'aigua.

## Història
El campionat va començar l'any 2018 com a World Enduro Super Series (WESS) amb l'objectiu d'esdevenir el campionat d'enduro més complet i "real" fins al moment. Reunia en un de sol diverses disciplines relacionades amb l'enduro, com ara el Hard Enduro, l'enduro clàssic, el Cross-Country i les curses de platja.

## Estructura

### Classes
No hi ha classes específiques al campionat, els corredors poden competir-hi amb qualsevol motocicleta que compleixi amb el reglament tècnic oficial de la FIM.

### Esdeveniments
Temporada 2023
| Esdeveniment            | Anys al campionat    |
| ----------------------- | -------------------- |
| GetzenRodeo             | 2019, 2021, 2023     |
| ErzbergRodeo            | 2018-2019, 2022-2023 |
| Red Bull Abestone       | 2021-2023            |
| Red Bull Outliers       | 2022-2023            |
| Red Bull Romaniacs      | 2018-2019, 2021-2023 |
| Roof of Africa          | 2023                 |
| Xross Hard Enduro Rally | 2022-2023            |

Temporades anteriors
| Esdeveniment                           | Anys al campionat |
| -------------------------------------- | ----------------- |
| BR2 Enduro Solsona                     | 2019              |
| Extreme XL Lagares                     | 2018-2019, 2021   |
| Gotland Grand National                 | 2018              |
| Hawkstone Park Cross-Country           | 2018-2019         |
| Hixpania Hard Enduro                   | 2019, 2021-2022   |
| Minus 400                              | 2022              |
| Red Bull 111 Megawatt / Hero Challenge | 2018, 2021        |
| Red Bull Knock Out                     | 2018              |
| Red Bull TKO                           | 2021-2022         |
| Trèfle lozérien                        | 2018-2019         |

### Barem de puntuació
Tot i que al campionat hi competeixen pilots professionals i aficionats, només els professionals amb llicència de la FIM poden aconseguir-hi punts, els quals s'atorguen de la següent manera:
| Posició | 1  | 2  | 3  | 4  | 5  | 6  | 7 | 8 | 9 | 10 | 11 | 12 | 13 | 14 | 15 |
| Punts   | 20 | 17 | 15 | 13 | 11 | 10 | 9 | 8 | 7 | 6  | 5  | 4  | 3  | 2  | 1  |

Si el campionat acaba en empat a punts, el guanyador es decideix per la majoria de les millors classificacions obtingudes.

## Llista de guanyadors
Nota.- Del 2018 al 2019, el campionat s'anomenà World Enduro Super Series (WESS).
A 26 de novembre del 2024
| Any  | Campió                            | Campió                            | Subcampió                         | Subcampió                         | Tercer                            | Tercer                            |
| Any  | Pilot                             | Motocicleta                       | Pilot                             | Motocicleta                       | Pilot                             | Motocicleta                       |
| ---- | --------------------------------- | --------------------------------- | --------------------------------- | --------------------------------- | --------------------------------- | --------------------------------- |
| 2018 | Billy Bolt                        | Husqvarna                         | Manuel Lettenbichler              | KTM                               | Nathan Watson                     | KTM                               |
| 2019 | Manuel Lettenbichler              | KTM                               | Alfredo Gómez                     | Husqvarna                         | Jonny Walker                      | KTM                               |
| 2020 | Cancel·lat a causa de la COVID-19 | Cancel·lat a causa de la COVID-19 | Cancel·lat a causa de la COVID-19 | Cancel·lat a causa de la COVID-19 | Cancel·lat a causa de la COVID-19 | Cancel·lat a causa de la COVID-19 |
|      |                                   |                                   |                                   |                                   |                                   |                                   |
| 2021 | Billy Bolt                        | Husqvarna                         | Manuel Lettenbichler              | KTM                               | Wade Young                        | Sherco                            |
| 2022 | Manuel Lettenbichler              | KTM                               | Mario Román                       | Sherco                            | Graham Jarvis                     | Husqvarna                         |
| 2023 | Manuel Lettenbichler              | KTM                               | Billy Bolt                        | Husqvarna                         | Trystan Hart                      | KTM                               |
| 2024 | Manuel Lettenbichler              | KTM                               | Wade Young                        | Gas Gas                           | Mario Román                       | Sherco                            |